# L'Oiseau de bronze
Pour plus de détails, voir Fiche technique et Distribution.
L'Oiseau de bronze (titre original russe : Бронзовая птица, Bronzovaya ptitsa) est un téléfilm soviétique en trois parties réalisé par Nikolaï Kalinine en 1974 aux studios Belarusfilm. C'est l'adaptation de la nouvelle éponyme de Anatoli Rybakov qui signe également le scénario. L'histoire est la suite des aventures des héros que les téléspectateurs connaissent grâce au premier volet La Dague sorti en 1973,.

## Fiche technique
- Titre : L'Oiseau de bronze
- Titre original : Бронзовая птица, Bronzovaya ptitsa
- Réalisation : Nikolaï Kalinine
- Scénario : Anatoli Rybakov
- Photographie : Igor Remichevski
- Direction artistique : Youri Albitski (ru)
- Musique : Stanislav Pozhlakov
- Textes des chansons : Boulat Okoudjava
- Son : Semion Chukhman
- Producteur exécutif : Alekseï Kroukovski
- Genre : film d'aventure, film pour enfants
- Production : Belarusfilm
- Format : 1,37:1 - 35mm
- Durée : 191 minutes
- Langue : russe
- Sortie :  Union soviétique : 2 janvier 1975

## Distribution
- Sergueï Chevkounenko (ru) : Micha Poliakov
- Vladimir Ditchkovski (ru) : Genka Petrov
- Nikolaï Kouzmine (ru) : Dmitri Petrovitch
- Maria Kapnist : comtesse
- Youri Sidorov (ru) : enquêteur
- Igor Chouljenko (ru) : Slava Eldarov
- Avgustin Milovanov (ru) : Kondrati Stepanovitch, artiste-peintre
- Nikolaï Krioukov : communiste cubain
- Lilia Gourova : communiste roumaine
- Liubov Malinovskaïa (ru) : Maria Ivanovna
- Vladimir Erenberg (ru) : médecin
- Vitali Bykov (ru) : directeur d'orphélinat